# Бадель
Бадель (нем. Badel) — деревня и ортшафт в составе города Кальбе (Мильде) в районе Зальцведель земли Саксония-Анхальт, Германия.

## География

### Расположение
Бадель представляет собой небольшую деревню линейной планировки с церковью, расположенную между Зальцведельем и Кальбе, примерно в 10 км к северо-западу от Кальбе в исторической области Альтмарк. Через деревню с севера на юг протекает ручей Ауграбен. К западу находится лесной массив «Форст Пархен».

### Состав
Ортшафт Бадель состоит из собственно Баделя и деревни Тюритц.

## История

### Средние века — Новое время
В Земельной книге Марки Бранденбург 1375 года деревня упоминается как Bodewald. В 1397 году встречается как Bodewal, когда владения фон Итценплитц перешли к фон дер Шуленбургам. Другие исторические названия:
- 1687 — Badell
- 1842 — Baadel
- 1804 — Badel[4]

Официальное написание Badel было установлено в 1899 году.

### Административная принадлежность
- До 1807 — в составе Арендзейского округа Марки Бранденбург
- 1807—1813 — в кантоне Гросс Апенбург Королевства Вестфалия
- 1816—1952 — в районе Зальцведель
- 1952—1988 — в районе Кальбе
- С 1988 — в районе Зальцведель[6]
- С 1 января 2011 — в составе города Кальбе[7]

## Население
Динамика численности населения:
| Год  | Население |
| ---- | --------- |
| 1734 | 83        |
| 1801 | 75        |
| 1840 | 144       |
| 1900 | 226       |
| 1939 | 259       |
| 1981 | 550       |
| 2006 | 460       |
| 2023 | 269       |

## Религия
- Евангелическая община относится к приходу Кальбе-Какербек[9]
- Католики относятся к приходу Св. Лаврентия в Зальцведеле[10]

## Политика
Ортсбургомистром Баделя является Томас Шрайбер.

## Достопримечательности
- Фельдштейнная церковь XIV века[12]
- Памятник жертвам войн[13]
- Исторический железнодорожный мост 1911 года[14]